# 希欽
希欽（英語：Hitchin）是位於英國英格蘭的一個集镇，在行政區劃上屬哈特福郡北哈特福區。2011年人口普查時，希欽有人口33,352人。希欽首次出現在文獻是在7世紀時，現在希欽已成為倫敦的衛星城市。

## 友好城市
- 法國 尼伊圣乔治

## 外部連結
- Hitchin Historical Society （页面存档备份，存于）
- Hitchin Society （页面存档备份，存于）
- Hitchin Forum （页面存档备份，存于）, a non-political organization to maintain and enhance Hitchin’s special character.